# Louise Martin
Pour les articles homonymes, voir Martin.
Louise Martin (née le 3 septembre 1865 à Newtowngore ; morte le 24 octobre 1941 à Portrush) est une joueuse de tennis britannique de la fin du XIXe siècle. 
En 1898, elle a atteint la finale du simple dames au tournoi de Wimbledon, battue par Charlotte Cooper.

## Palmarès (partiel)

### Finale en simple dames
| No | Date       | Nom et lieu du tournoi       | Catégorie | Surface      | Vainqueure       | Score    |  |
| -- | ---------- | ---------------------------- | --------- | ------------ | ---------------- | -------- |  |
| 1  | ??/06/1898 | The Championships, Wimbledon | G. Chelem | Gazon (ext.) | Charlotte Cooper | 6-4, 6-4 |  |

## Parcours en Grand Chelem (partiel)
Si l’expression « Grand Chelem » désigne classiquement les quatre tournois les plus importants de l’histoire du tennis, elle n'est utilisée pour la première fois qu'en 1933, et n'acquiert la plénitude de son sens que peu à peu à partir des années 1950.

### En simple dames
| Année | - | - | Championnat de France | Championnat de France | Wimbledon | Wimbledon        | US National | US National |
| 1898  | - | - | -                     | -                     | Finale    | Charlotte Cooper | -           | -           |

À droite du résultat, l’ultime adversaire.